# Copa Real Federación Española de Fútbol (fase autonómica de Asturias)
La fase autonómica de Asturias de la Copa Real Federación Española de Fútbol, es un campeonato oficial organizado por la Real Federación de Fútbol del Principado de Asturias (RFFPA), bajo el auspicio de la Real Federación Española de Fútbol (RFEF), que enfrenta anualmente a algunos equipos de Asturias. El vigente campeón es el Real Avilés Industrial C. F., tras ganar en la final al Caudal Deportivo.

## Historia
En la temporada 1993-94 se recupera la Copa Real Federación Española de Fútbol. Esta fase se desarrollará a nivel regional y podrán participar, mediante inscripción voluntaria, todos los equipos de la correspondiente federación territorial, de Primera Federación, Segunda Federación y Tercera Federación, de la pasada temporada que no se hayan clasificado bien a la Copa del Rey, o bien a la fase nacional de la Copa Real Federación Española de Fútbol.
El campeón acude a la fase nacional de la Copa Real Federación Española de Fútbol.
En función de lo que marque el Reglamento de Competiciones de Ámbito Estatal para la temporada, cada federación regional tendrá que comunicar, en fecha que determine el Departamento de Competiciones, el nombre del equipo que hubiese adquirido el derecho para 
participar en la Fase Nacional.

Se disputa entre finales de julio o principios de agosto hasta septiembre u octubre. Desde 1999 la final se juega a partido único, y desde 2001 el formato es de cuatro grupos de tres equipos cada uno, cuyos campeones se enfrentan posteriormente en semifinales.
La primera edición, disputada en 1994, fue ganada por el Club Siero.

## Ediciones

### 2012
| Equipo                   | Pts | PJ | PG | PE | PP | GF | GC | Dif |
| ------------------------ | --- | -- | -- | -- | -- | -- | -- | --- |
| Club Deportivo Tuilla    | 8   | 4  | 2  | 2  | 0  | 10 | 2  | 8   |
| Condal Club              | 6   | 4  | 2  | 0  | 2  | 5  | 9  | -4  |
| Club Deportivo Covadonga | 2   | 4  | 0  | 2  | 1  | 3  | 7  | -4  |

| Equipo                   | Pts | PJ | PG | PE | PP | GF | GC | Dif |
| ------------------------ | --- | -- | -- | -- | -- | -- | -- | --- |
| Unión Popular de Langreo | 9   | 4  | 3  | 0  | 1  | 9  | 4  | 5   |
| Real Avilés              | 9   | 4  | 3  | 0  | 1  | 9  | 5  | 4   |
| Club Deportivo Llanes    | 0   | 4  | 0  | 0  | 4  | 1  | 10 | -9  |

| Equipo                               | Pts | PJ | PG | PE | PP | GF | GC | Dif |
| ------------------------------------ | --- | -- | -- | -- | -- | -- | -- | --- |
| Club Marino de Luanco                | 10  | 4  | 3  | 1  | 0  | 9  | 1  | 8   |
| Candás CF                            | 4   | 4  | 1  | 1  | 2  | 4  | 8  | -4  |
| Club Deportivo Universidad de Oviedo | 3   | 1  | 0  | 3  | 4  | 4  | 8  | -4  |

| Equipo                     | Pts | PJ | PG | PE | PP | GF | GC | Dif |
| -------------------------- | --- | -- | -- | -- | -- | -- | -- | --- |
| Real Sporting de Gijón "B" | 8   | 4  | 2  | 2  | 0  | 6  | 2  | 4   |
| Club Deportivo Cudillero   | 6   | 4  | 1  | 3  | 0  | 4  | 2  | 2   |
| Luarca CF                  | 1   | 4  | 0  | 1  | 3  | 2  | 8  | -6  |

|  | Semifinales                | Semifinales | Semifinales                |   |                       | Final | Final |  |
|  |                            |             |                            |   |                       |       |       |  |
|  |                            |             |                            |   |                       |       |       |  |
|  | Club Deportivo Tuilla      | 2           | 2                          |   |                       |       |       |  |
|  | Club Deportivo Tuilla      | 2           | 2                          |   |                       |       |       |  |
|  | Unión Popular de Langreo   | 0           | 4                          |   |                       |       |       |  |
|  | Unión Popular de Langreo   | 0           | 4                          |   | Club Deportivo Tuilla | 2     |       |  |
|  |                            |             |                            |   | Club Deportivo Tuilla | 2     |       |  |
|  |                            |             | Real Sporting de Gijón "B" | 0 |                       |       |       |  |
|  | Club Marino de Luanco      | 0           | Real Sporting de Gijón "B" | 0 | 1                     |       |       |  |
|  | Club Marino de Luanco      | 0           |                            |   | 1                     |       |       |  |
|  | Real Sporting de Gijón "B" | 1           | 1                          |   |                       |       |       |  |
|  | Real Sporting de Gijón "B" | 1           | 1                          |   |                       |       |       |  |
|  |                            |             |                            |   |                       |       |       |  |

- En cada llave, el equipo ubicado en la primera línea es el que ejerce de local en el partido de ida.

### 2013
| Equipo                     | Pts | PJ | PG | PE | PP | GF | GC | Dif |
| -------------------------- | --- | -- | -- | -- | -- | -- | -- | --- |
| Real Sporting de Gijón "B" | 9   | 4  | 3  | 0  | 1  | 8  | 2  | 6   |
| Club Deportivo Covadonga   | 7   | 4  | 2  | 1  | 1  | 7  | 4  | 3   |
| L'Entregu CF               | 1   | 4  | 0  | 1  | 3  | 1  | 10 | -9  |

| Equipo                   | Pts | PJ | PG | PE | PP | GF | GC | Dif |
| ------------------------ | --- | -- | -- | -- | -- | -- | -- | --- |
| Real Avilés              | 9   | 4  | 3  | 0  | 1  | 9  | 4  | 5   |
| Club Deportivo Lealtad   | 9   | 4  | 3  | 0  | 1  | 10 | 6  | 4   |
| Club Deportivo Cudillero | 0   | 4  | 0  | 0  | 4  | 2  | 11 | -9  |

| Equipo                | Pts | PJ | PG | PE | PP | GF | GC | Dif |
| --------------------- | --- | -- | -- | -- | -- | -- | -- | --- |
| Club Marino de Luanco | 12  | 4  | 4  | 0  | 0  | 10 | 1  | 9   |
| Real Oviedo "B"       | 6   | 4  | 2  | 0  | 2  | 5  | 5  | 0   |
| Luarca CF             | 0   | 4  | 0  | 0  | 4  | 3  | 12 | -9  |

| Equipo                               | Pts | PJ | PG | PE | PP | GF | GC | Dif |
| ------------------------------------ | --- | -- | -- | -- | -- | -- | -- | --- |
| Unión Popular de Langreo             | 7   | 4  | 2  | 1  | 1  | 6  | 4  | 2   |
| Condal Club                          | 6   | 4  | 2  | 0  | 2  | 4  | 4  | 0   |
| Club Deportivo Universidad de Oviedo | 4   | 4  | 1  | 1  | 2  | 3  | 5  | -2  |

|  | Semifinales                | Semifinales | Semifinales           |   |             | Final | Final |  |
|  |                            |             |                       |   |             |       |       |  |
|  |                            |             |                       |   |             |       |       |  |
|  | Real Sporting de Gijón "B" | 0           | 1                     |   |             |       |       |  |
|  | Real Sporting de Gijón "B" | 0           | 1                     |   |             |       |       |  |
|  | Real Avilés                | 1           | 4                     |   |             |       |       |  |
|  | Real Avilés                | 1           | 4                     |   | Real Avilés | 0     |       |  |
|  |                            |             |                       |   | Real Avilés | 0     |       |  |
|  |                            |             | Club Marino de Luanco | 1 |             |       |       |  |
|  | Club Marino de Luanco      | 3           | Club Marino de Luanco | 1 | 0           |       |       |  |
|  | Club Marino de Luanco      | 3           |                       |   | 0           |       |       |  |
|  | Unión Popular de Langreo   | 0           | 0                     |   |             |       |       |  |
|  | Unión Popular de Langreo   | 0           | 0                     |   |             |       |       |  |
|  |                            |             |                       |   |             |       |       |  |

- En cada llave, el equipo ubicado en la primera línea es el que ejerce de local en el partido de ida.

### 2014
| Equipo                     | Pts | PJ | PG | PE | PP | GF | GC | Dif |
| -------------------------- | --- | -- | -- | -- | -- | -- | -- | --- |
| Real Sporting de Gijón "B" | 7   | 4  | 2  | 1  | 1  | 8  | 5  | 3   |
| Real Oviedo "B"            | 5   | 4  | 1  | 2  | 1  | 4  | 5  | -1  |
| Club Deportivo Covadonga   | 3   | 4  | 0  | 3  | 1  | 3  | 5  | -2  |

| Equipo           | Pts | PJ | PG | PE | PP | GF | GC | Dif |
| ---------------- | --- | -- | -- | -- | -- | -- | -- | --- |
| Caudal Deportivo | 7   | 4  | 2  | 1  | 1  | 4  | 2  | 2   |
| L'Entregu CF     | 7   | 4  | 2  | 1  | 1  | 4  | 4  | 0   |
| Real Avilés "B"  | 3   | 4  | 1  | 0  | 3  | 2  | 4  | -2  |

| Equipo                  | Pts | PJ | PG | PE | PP | GF | GC | Dif |
| ----------------------- | --- | -- | -- | -- | -- | -- | -- | --- |
| Urraca CF               | 9   | 4  | 3  | 0  | 1  | 8  | 2  | 6   |
| Unión Club Ceares       | 9   | 4  | 3  | 0  | 1  | 4  | 3  | 1   |
| Club Deportivo Praviano | 0   | 4  | 0  | 0  | 4  | 0  | 7  | -7  |

| Equipo                   | Pts | PJ | PG | PE | PP | GF | GC | Dif |
| ------------------------ | --- | -- | -- | -- | -- | -- | -- | --- |
| Unión Popular de Langreo | 5   | 4  | 1  | 2  | 1  | 6  | 5  | 1   |
| Club Deportivo Tuilla    | 5   | 4  | 1  | 2  | 1  | 6  | 5  | 1   |
| Condal Club              | 5   | 4  | 1  | 2  | 1  | 4  | 6  | -2  |

|  | Semifinales                | Semifinales | Semifinales              |       |                            | Final | Final |  |
|  |                            |             |                          |       |                            |       |       |  |
|  |                            |             |                          |       |                            |       |       |  |
|  | Real Sporting de Gijón "B" | 1           | 0                        |       |                            |       |       |  |
|  | Real Sporting de Gijón "B" | 1           | 0                        |       |                            |       |       |  |
|  | Caudal Deportivo           | 0           | 0                        |       |                            |       |       |  |
|  | Caudal Deportivo           | 0           | 0                        |       | Real Sporting de Gijón "B" | 2 (8) |       |  |
|  |                            |             |                          |       | Real Sporting de Gijón "B" | 2 (8) |       |  |
|  |                            |             | Unión Popular de Langreo | 2 (7) |                            |       |       |  |
|  | Urraca CF                  | 2           | Unión Popular de Langreo | 2 (7) | 2                          |       |       |  |
|  | Urraca CF                  | 2           |                          |       | 2                          |       |       |  |
|  | Unión Popular de Langreo   | 4           | 1                        |       |                            |       |       |  |
|  | Unión Popular de Langreo   | 4           | 1                        |       |                            |       |       |  |
|  |                            |             |                          |       |                            |       |       |  |

- En cada llave, el equipo ubicado en la primera línea es el que ejerce de local en el partido de ida.

### 2015
| Equipo                | Pts | PJ | PG | PE | PP | GF | GC | Dif |
| --------------------- | --- | -- | -- | -- | -- | -- | -- | --- |
| Club Marino de Luanco | 7   | 4  | 2  | 1  | 1  | 3  | 2  | 1   |
| Real Avilés           | 7   | 4  | 2  | 1  | 1  | 5  | 2  | 3   |
| Unión Club Ceares     | 3   | 4  | 1  | 0  | 3  | 1  | 5  | -4  |

| Equipo                 | Pts | PJ | PG | PE | PP | GF | GC | Dif |
| ---------------------- | --- | -- | -- | -- | -- | -- | -- | --- |
| Real Oviedo "B"        | 8   | 4  | 2  | 2  | 0  | 7  | 5  | 2   |
| Club Deportivo Lealtad | 6   | 4  | 1  | 3  | 0  | 8  | 5  | 3   |
| Urraca CF              | 1   | 4  | 0  | 1  | 3  | 6  | 11 | -5  |

| Equipo                     | Pts | PJ | PG | PE | PP | GF | GC | Dif |
| -------------------------- | --- | -- | -- | -- | -- | -- | -- | --- |
| Caudal Deportivo           | 12  | 4  | 4  | 0  | 0  | 14 | 1  | 13  |
| Club Deportivo Llanes      | 4   | 4  | 1  | 1  | 2  | 3  | 9  | -6  |
| Real Sporting de Gijón "B" | 1   | 4  | 0  | 1  | 3  | 2  | 9  | -7  |

| Equipo                   | Pts | PJ | PG | PE | PP | GF | GC | Dif |
| ------------------------ | --- | -- | -- | -- | -- | -- | -- | --- |
| Club Deportivo Tuilla    | 7   | 4  | 2  | 1  | 1  | 8  | 3  | 5   |
| Unión Popular de Langreo | 7   | 4  | 2  | 1  | 1  | 6  | 6  | 0   |
| Club Deportivo Covadonga | 3   | 4  | 1  | 0  | 3  | 5  | 10 | -5  |

|  | Semifinales           | Semifinales | Semifinales           |   |                       | Final | Final |  |
|  |                       |             |                       |   |                       |       |       |  |
|  |                       |             |                       |   |                       |       |       |  |
|  | Club Marino de Luanco | 0           | 2                     |   |                       |       |       |  |
|  | Club Marino de Luanco | 0           | 2                     |   |                       |       |       |  |
|  | Real Oviedo "B"       | 0           | 1                     |   |                       |       |       |  |
|  | Real Oviedo "B"       | 0           | 1                     |   | Club Marino de Luanco | 1     |       |  |
|  |                       |             |                       |   | Club Marino de Luanco | 1     |       |  |
|  |                       |             | Club Deportivo Tuilla | 0 |                       |       |       |  |
|  | Caudal Deportivo      | 0           | Club Deportivo Tuilla | 0 | 1                     |       |       |  |
|  | Caudal Deportivo      | 0           |                       |   | 1                     |       |       |  |
|  | Club Deportivo Tuilla | 1           | 1                     |   |                       |       |       |  |
|  | Club Deportivo Tuilla | 1           | 1                     |   |                       |       |       |  |
|  |                       |             |                       |   |                       |       |       |  |

- En cada llave, el equipo ubicado en la primera línea es el que ejerce de local en el partido de ida.

### 2016
| Equipo                   | Pts | PJ | PG | PE | PP | GF | GC | Dif |
| ------------------------ | --- | -- | -- | -- | -- | -- | -- | --- |
| Club Deportivo Covadonga | 6   | 4  | 1  | 3  | 0  | 5  | 3  | 2   |
| Club Deportivo Tuilla    | 6   | 4  | 1  | 3  | 0  | 5  | 4  | 1   |
| Club Marino de Luanco    | 2   | 4  | 0  | 2  | 2  | 1  | 4  | -3  |

| Equipo                     | Pts | PJ | PG | PE | PP | GF | GC | Dif |
| -------------------------- | --- | -- | -- | -- | -- | -- | -- | --- |
| Real Sporting de Gijón "B" | 10  | 4  | 3  | 1  | 0  | 6  | 3  | 3   |
| Real Oviedo "B"            | 5   | 4  | 1  | 2  | 1  | 3  | 3  | 0   |
| Unión Club Ceares          | 1   | 4  | 0  | 1  | 3  | 3  | 6  | -3  |

| Equipo                   | Pts | PJ | PG | PE | PP | GF | GC | Dif |
| ------------------------ | --- | -- | -- | -- | -- | -- | -- | --- |
| Unión Popular de Langreo | 6   | 4  | 2  | 0  | 2  | 8  | 6  | 2   |
| Club Deportivo Colunga   | 6   | 4  | 2  | 0  | 2  | 6  | 7  | -1  |
| Club Deportivo Llanes    | 6   | 4  | 2  | 0  | 2  | 7  | 8  | -1  |

| Equipo                 | Pts | PJ | PG | PE | PP | GF | GC | Dif |
| ---------------------- | --- | -- | -- | -- | -- | -- | -- | --- |
| Real Avilés            | 7   | 4  | 2  | 1  | 1  | 4  | 2  | 2   |
| Club Deportivo Lealtad | 7   | 4  | 2  | 1  | 1  | 3  | 1  | 2   |
| Condal Club            | 2   | 4  | 0  | 2  | 2  | 1  | 5  | -4  |

|  | Semifinales                | Semifinales | Semifinales |   |                            | Final | Final |  |
|  |                            |             |             |   |                            |       |       |  |
|  |                            |             |             |   |                            |       |       |  |
|  | Club Deportivo Covadonga   | 0           | 0           |   |                            |       |       |  |
|  | Club Deportivo Covadonga   | 0           | 0           |   |                            |       |       |  |
|  | Real Sporting de Gijón "B" | 3           | 3           |   |                            |       |       |  |
|  | Real Sporting de Gijón "B" | 3           | 3           |   | Real Sporting de Gijón "B" | 3     |       |  |
|  |                            |             |             |   | Real Sporting de Gijón "B" | 3     |       |  |
|  |                            |             | Real Avilés | 1 |                            |       |       |  |
|  | Unión Popular de Langreo   | 0           | Real Avilés | 1 | 1                          |       |       |  |
|  | Unión Popular de Langreo   | 0           |             |   | 1                          |       |       |  |
|  | Real Avilés                | 0           | 2           |   |                            |       |       |  |
|  | Real Avilés                | 0           | 2           |   |                            |       |       |  |
|  |                            |             |             |   |                            |       |       |  |

- En cada llave, el equipo ubicado en la primera línea es el que ejerce de local en el partido de ida.

### 2017
| Equipo                   | Pts | PJ | PG | PE | PP | GF | GC | Dif |
| ------------------------ | --- | -- | -- | -- | -- | -- | -- | --- |
| Club Deportivo Covadonga | 9   | 4  | 3  | 0  | 1  | 8  | 4  | 4   |
| Caudal Deportivo         | 7   | 4  | 2  | 1  | 1  | 5  | 4  | 1   |
| Club Deportivo Llanes    | 1   | 4  | 0  | 1  | 3  | 4  | 11 | -7  |

| Equipo                 | Pts | PJ | PG | PE | PP | GF | GC | Dif |
| ---------------------- | --- | -- | -- | -- | -- | -- | -- | --- |
| Club Marino de Luanco  | 10  | 4  | 3  | 1  | 8  | 1  | 7  | 0   |
| Club Deportivo Lealtad | 7   | 4  | 2  | 1  | 1  | 3  | 5  | -2  |
| Condal Club            | 0   | 4  | 0  | 0  | 4  | 0  | 5  | -5  |

| Equipo                     | Pts | PJ | PG | PE | PP | GF | GC | Dif |
| -------------------------- | --- | -- | -- | -- | -- | -- | -- | --- |
| Real Sporting de Gijón "B" | 9   | 4  | 3  | 0  | 1  | 4  | 2  | 2   |
| Real Oviedo "B"            | 6   | 4  | 2  | 0  | 2  | 3  | 2  | 1   |
| Unión Club Ceares          | 3   | 4  | 1  | 0  | 3  | 2  | 5  | -3  |

| Equipo                   | Pts | PJ | PG | PE | PP | GF | GC | Dif |
| ------------------------ | --- | -- | -- | -- | -- | -- | -- | --- |
| Unión Popular de Langreo | 7   | 4  | 2  | 1  | 1  | 6  | 4  | 2   |
| Club Deportivo Tuilla    | 7   | 4  | 2  | 1  | 1  | 6  | 6  | 0   |
| Club Deportivo Colunga   | 2   | 4  | 0  | 2  | 2  | 3  | 7  | -4  |

|  | Semifinales                | Semifinales | Semifinales              |       |                       | Final | Final |  |
|  |                            |             |                          |       |                       |       |       |  |
|  |                            |             |                          |       |                       |       |       |  |
|  | Club Deportivo Covadonga   | 2           | 0                        |       |                       |       |       |  |
|  | Club Deportivo Covadonga   | 2           | 0                        |       |                       |       |       |  |
|  | Club Marino de Luanco      | 2           | 2                        |       |                       |       |       |  |
|  | Club Marino de Luanco      | 2           | 2                        |       | Club Marino de Luanco | 0 (4) |       |  |
|  |                            |             |                          |       | Club Marino de Luanco | 0 (4) |       |  |
|  |                            |             | Unión Popular de Langreo | 0 (5) |                       |       |       |  |
|  | Real Sporting de Gijón "B" | 0           | Unión Popular de Langreo | 0 (5) | 1                     |       |       |  |
|  | Real Sporting de Gijón "B" | 0           |                          |       | 1                     |       |       |  |
|  | Unión Popular de Langreo   | 1           | 1                        |       |                       |       |       |  |
|  | Unión Popular de Langreo   | 1           | 1                        |       |                       |       |       |  |
|  |                            |             |                          |       |                       |       |       |  |

- En cada llave, el equipo ubicado en la primera línea es el que ejerce de local en el partido de ida.

## Histórico de finales
| Edición | Temporada | Estadio              | Localidad        | Campeón               | Subcampeón            | Resultado      |
| ------- | --------- | -------------------- | ---------------- | --------------------- | --------------------- | -------------- |
| I       | 1993-94   |                      |                  | No se disputó         |                       |                |
| II      | 1994-95   |                      |                  | Club Siero            | Sporting de Gijón "B" | 2–1 / 1–1      |
| III     | 1995-96   |                      |                  | Caudal Deportivo      | Sporting de Gijón "B" | 3–1 / 1–1      |
| IV      | 1996-97   |                      |                  | Sporting de Gijón "B" | Navia C. F.           | 4–1 / 2–2      |
| V       | 1997-98   |                      |                  | U. P. de Langreo      | C. D. Lealtad         | 0–0 / 3–0      |
| VI      | 1998-99   |                      |                  | Caudal Deportivo      | Sporting de Gijón "B" | 3–3 / 2–2      |
| VII     | 1999-00   | Román Suárez Puerta  | Avilés           | Real Avilés           | C. D. Tuilla          | 4–1            |
| VIII    | 2000-01   | Carlos Tartiere      | Oviedo           | Club Marino de Luanco | C. D. Llanes          | 5–0            |
| IX      | 2001-02   | Hermanos Llana       | Oviedo           | Real Avilés           | U. P. de Langreo      | 2–0            |
| X       | 2002-03   | Román Suárez Puerta  | Avilés           | Real Avilés           | Sporting de Gijón "B" | 2–0            |
| XI      | 2003-04   | Miramar              | Luanco           | Sporting de Gijón "B" | C. D. Lealtad         | 1–0            |
| XII     | 2004-05   | Covadonga            | Gijón            | Club Marino de Luanco | Oviedo A. C. F.       | 1–1 (pen.)     |
| XIII    | 2005-06   | Hermanos Antuña      | Mieres           | Caudal Deportivo      | Oviedo A. C. F.       | 2–0            |
| XIV     | 2006-07   | Ganzábal             | Langreo          | Club Marino de Luanco | Sporting de Gijón "B" | 1–1 (pen.)     |
| XV      | 2007-08   | El Bayu              | Pola de Siero    | C. D. Tuilla          | U. P. de Langreo      | 0–0 (pen. 3-1) |
| XVI     | 2008-09   | Vega de Anzo         | Grado            | U. P. de Langreo      | Club Marino de Luanco | 1–0            |
| XVII    | 2009-10   | La Mata              | Candás           | Club Marino de Luanco | Caudal Deportivo      | 3–2            |
| XVIII   | 2010-11   | Carlos Tartiere      | Oviedo           | Candás C. F.          | U. P. de Langreo      | 2–0            |
| XIX     | 2011-12   | El Bayu              | Pola de Siero    | C. D. Tuilla          | U. P. de Langreo      | 1–0            |
| XX      | 2012-13   | Román Suárez Puerta  | Avilés           | C. D. Tuilla          | Sporting de Gijón "B" | 2–0            |
| XXI     | 2013-14   | Pepe Ortiz           | Gijón            | Club Marino de Luanco | Real Avilés           | 1–0            |
| XXII    | 2014-15   | La Corredoria        | Posada de Llanes | Sporting de Gijón "B" | U. P. de Langreo      | 2–2 (pen. 8:7) |
| XXIII   | 2015-16   | Hermanos Antuña      | Mieres           | Club Marino de Luanco | C. D. Tuilla          | 1–0            |
| XXIV    | 2016-17   | Juan Antonio Rabanal | Oviedo           | Sporting de Gijón "B" | Real Avilés           | 3–1            |
| XXV     | 2017-18   | El Bayu              | Pola de Siero    | U. P. de Langreo      | Club Marino de Luanco | 0–0 (pen.5:4)  |
| XXVI    | 2018-19   | Hermanos Antuña      | Mieres           | C. D. Lealtad         | Sporting de Gijón "B" | 1–1 (pen.4:3)  |
| XXVII   | 2019-20   | Estadio Santa Cruz   | Gijón            | C. D. Llanes          | C. D. Tuilla          | 2–1            |
| XXVIII  | 2020-21   | Hermanos Antuña      | Mieres           | Caudal Deportivo      | Club Marino de Luanco | 1–0            |
| XXIX    | 2021-22   | Sergio Sánchez       | El Berrón        | Real Avilés           | C. D. Llanes          | 1–1 (pen.4:3)  |
| XXX     | 2022-23   | Las Tolvas           | Pola de Laviana  | Real Avilés           | U. D. Llanera         | 1-1 (pen.5:4)  |
| XXXI    | 2023-24   | La Mata              | Candás           | Club Marino de Luanco | U. D. Llanera         | 1-0            |
| XXXII   | 2024-25   | Román Suárez Puerta  | Avilés           | Real Avilés           | Caudal Deportivo      | 0-0 (pen.5:4)  |

## Palmarés
| Equipo                | Campeonatos | Subcampeonatos | Ediciones ganadas                          |
| --------------------- | ----------- | -------------- | ------------------------------------------ |
| Club Marino de Luanco | 7           | 3              | 2000, 2004, 2006, 2009, 2013, 2015 y 2023. |
| Real Avilés           | 6           | 2              | 1999, 2001, 2002, 2021, 2022 y 2024.       |
| Sporting de Gijón "B" | 4           | 7              | 1996, 2003, 2014 y 2016.                   |
| Caudal Deportivo      | 4           | 2              | 1995, 1998, 2005 y 2020.                   |
| U. P. de Langreo      | 3           | 5              | 1997, 2008 y 2017.                         |
| C. D. Tuilla          | 3           | 2              | 2007, 2011 y 2012.                         |
| C. D. Lealtad         | 1           | 2              | 2018.                                      |
| C. D. Llanes          | 1           | 2              | 2019.                                      |
| Club Siero            | 1           | 0              | 1994.                                      |
| Candás C. F.          | 1           | 0              | 2010.                                      |
| Oviedo A. C. F.       | 0           | 2              |                                            |
| U. D. Llanera         | 0           | 2              |                                            |
| Navia C. F.           | 0           | 1              |                                            |

## Trayectoria en fase nacional
En negrita, equipos clasificados como campeones autonómicos.
| Equipo         | 94-95 | 95-96 | 96-97 | 97-98 | 98-99 | 99-00 | 00-01 | 01-02 | 02-03 | 03-04 | 04-05 | 05-06 | 06-07 | 07-08 | 08-09 | 09-10 | 10-11 | 11-12 | 12-13 | 13-14 | 14-15 | 15-16 | 16-17 | 17-18 | 18-19 | 19-20 | 20-21 | 21-22 | 22-23 | 23-24 | 24-25 |
| -------------- | ----- | ----- | ----- | ----- | ----- | ----- | ----- | ----- | ----- | ----- | ----- | ----- | ----- | ----- | ----- | ----- | ----- | ----- | ----- | ----- | ----- | ----- | ----- | ----- | ----- | ----- | ----- | ----- | ----- | ----- | ----- |
| Real Avilés    |       |       |       |       |       | 1/4   |       | 1/8   | C     | 1/8   |       |       |       |       |       |       |       |       |       |       |       |       |       | 1/16  |       |       |       | 1/8   | 1/16  |       | 1/16  |
| Candás CF      |       |       |       |       |       |       |       |       |       |       |       |       |       |       |       |       | 1/16  |       |       |       |       |       |       |       |       |       |       |       |       |       |       |
| Caudal         |       | SF    |       |       | 1/8   |       |       |       |       | 1/16  |       | 1/16  |       | FS    |       |       |       |       |       |       |       |       |       |       |       |       | 1/16  |       |       |       |       |
| Condal         |       |       |       |       |       |       |       |       |       |       |       |       |       |       |       |       |       |       |       |       |       | 1/8   |       |       |       |       |       |       |       |       |       |
| L'Entregu CF   |       |       |       |       |       |       |       |       |       |       |       |       |       |       |       |       |       |       |       |       |       |       |       |       |       |       |       |       |       | 1/4   |       |
| UP Langreo     |       |       |       | 1/8   |       |       |       |       | 1/16  |       |       |       |       |       | 1/8   |       |       |       |       |       |       |       |       | 1/8   | 1/16  |       | 1/8   | 1/16  |       |       |       |
| CD Lealtad     |       |       |       |       |       |       | 1/8   |       |       |       |       |       |       |       |       |       |       |       |       |       |       |       |       |       | 1/16  |       |       |       |       |       | 1/8   |
| CD Llanes      |       |       |       |       |       |       |       |       |       |       |       |       |       |       |       |       |       |       |       |       |       |       |       |       |       | 1/16  |       |       |       |       |       |
| Club Marino    |       |       |       |       |       |       | C     | 1/16  | 1/8   |       | 1/16  |       | 1/16  |       |       | 1/4   |       |       |       | 1/8   | 1/16  | 1/16  |       |       |       |       |       |       |       | 1/8   |       |
| Real Oviedo    |       |       |       |       |       |       |       |       |       |       | SF    |       | 1/8   |       |       |       |       |       |       | R     |       |       |       |       |       |       |       |       |       |       |       |
| Club Siero     | 1/8   |       |       |       |       |       |       |       |       |       |       |       |       |       |       |       |       |       |       |       |       |       |       |       |       |       |       |       |       |       |       |
| Sporting "B"   |       |       | SF    |       |       |       |       |       |       | 1/4   |       |       |       |       |       |       |       |       |       |       | 1/16  |       | 1/4   |       |       |       |       |       |       |       |       |
| CD Tuilla      |       |       |       |       |       |       |       |       |       |       |       |       |       | SF    |       |       |       | 1/16  | 1/16  |       |       |       |       |       |       |       |       |       |       |       |       |
| Uni. de Oviedo |       |       |       |       |       |       |       |       |       |       |       |       | FS    |       |       |       |       |       |       |       |       |       |       |       |       |       |       |       |       |       |       |